# Concurs Josep Mirabent i Magrans
El Concurs Josep Mirabent i Magrans és un concurs que premia el cant i la música de cambra. Es convoca anualment a Sitges i s'atorga al decurs de la "Nit del Premis Sitges".
L'any 1992, amb la finalitat de recordar Josep Mirabent i Magrans, la seva família va començar a organitzar un concurs musical amb el suport de les Joventuts Musicals de Sitges, societat de la qual ell fou fundador i primer president.
Inicialment era una beca que la família Mirabent atorgava a un estudiant de música menor de vint-i-set anys, amb el requisit que residís al Garraf o al Penedès, degut a la gran relació del personatge recordat amb aquestes comarques. Posteriorment, aquest esdeveniment musical ha evolucionat al llarg dels anys fins a consolidar-se com un dels premis musicals més destacats a Catalunya, tant per la participació de músics d'arreu del món com per la qualitat d'aquest joves intèrprets. En l'actualitat és un concurs on hi participen músics d'arreu del món.
L'any 2004 el premi s'obrí a la participació internacional i, vista la dificultat de valorar instruments molt diferents entre ells, es va decidir dividir el concurs en dues modalitats: cant i música de cambra.

## Premis
En l'edició del 2013 es repartien 12.400 € en premis, un gran salt respecte als 5.200 € de l'any 2007 però des del 2017 (o abans) el total de premis era de 12.000 euros.

### Concurs de cambra
| Nom      | Premi                                      |
| -------- | ------------------------------------------ |
| 1r premi | 2.500 € (Premi Ajuntament de Sitges)       |
| 2n premi | 2.000 € (Premi Família Mirabent i Magrans) |
| 3r premi | 1.500 € (Premi Casino Prado Suburense)     |

### Concurs de cant
| Nom      | Premi                                      |
| -------- | ------------------------------------------ |
| 1r premi | 2.500 € (Premi Ajuntament de Sitges)       |
| 2n premi | 2.000 € (Premi Família Mirabent i Magrans) |
| 3r premi | 1.500 € (Premi Escolà-Camprubí)            |

## Relació de premiats
- 1993 Salvador Monzó i Almirall (piano) i José Agustín Candisano Mera (piano)[5]
- 1994 Xavier Pagès (piano)[6]
- 1995 Josep Lluís Bieito (guitarra)
- 1996 Fabrici Rodríguez i Sampaio (flauta)
- 1997 Josep "Pinyo" Martí i Camps (percussió)
- 1998 Jonathan Carbó i Casanellas (orgue)[7]
- 1999 Eugeni Amador i Expósito (piano)[8]
- 2000 Amaya Barrachina i Plo (violí) i Carmina Font i Olivella (violí)[9]
- 2001 Victòria Càceres (guitarra)
- 2002 Maria Eugènia Espigolé (piano)
- 2003 Oroitz Maiz i Morea (acordió)[10]
- 2004 Free W Bass i Quartet Matiz (cambra); Maribel Ortega Asencio i Tina Gorina Faz (cant)[11]
- 2005 Quartet de saxofons Quantz (cambra); Francisco Corujo Perdomo (cant)[12]
- 2006 Samuel Muñoz i Cosmin Boeru (cambra); Nuria Vilà (cant)[13]
- 2007 Quartet Qvixote (cambra); Anna Tobella i Príncep (cant)[14]
- 2008 Trio Monte: Ana Rachel Feitosa de Araujo, Claude Frochaux, Anca Ioana Lupu (cambra); Beatriz Jiménez i Marconi (cant)[15]
- 2009 Quartet Katharsis (cambra); Jong Hoon Heo (cant)[16]
- 2010 Saphir Quartet (cambra); Carles Daza (cant)[17]
- 2011 Cuarteto Octavia (cambra); Víctor Sicard (cant)[18]
- 2012 Quintet Ethos (cambra); Eleonora Cilli (cant)[19]
- 2013 ArTrio Berlin (cambra); Ximena Agurto i Marzia Marzo, ex aequo (cant)[20]
- 2014 Quartet Cosmos (cambra); Maria Miró (cant)[21]
- 2017 Delis Duo: Irma Bau - Irina Veselova (cambra); Paula Sánchez-Valverde (cant)[22]
- 2018 Trio Doyenne: Michelle Dierx, Shannon Merciel, Monika Masanauskaité (cambra); Tien Hao (cant)

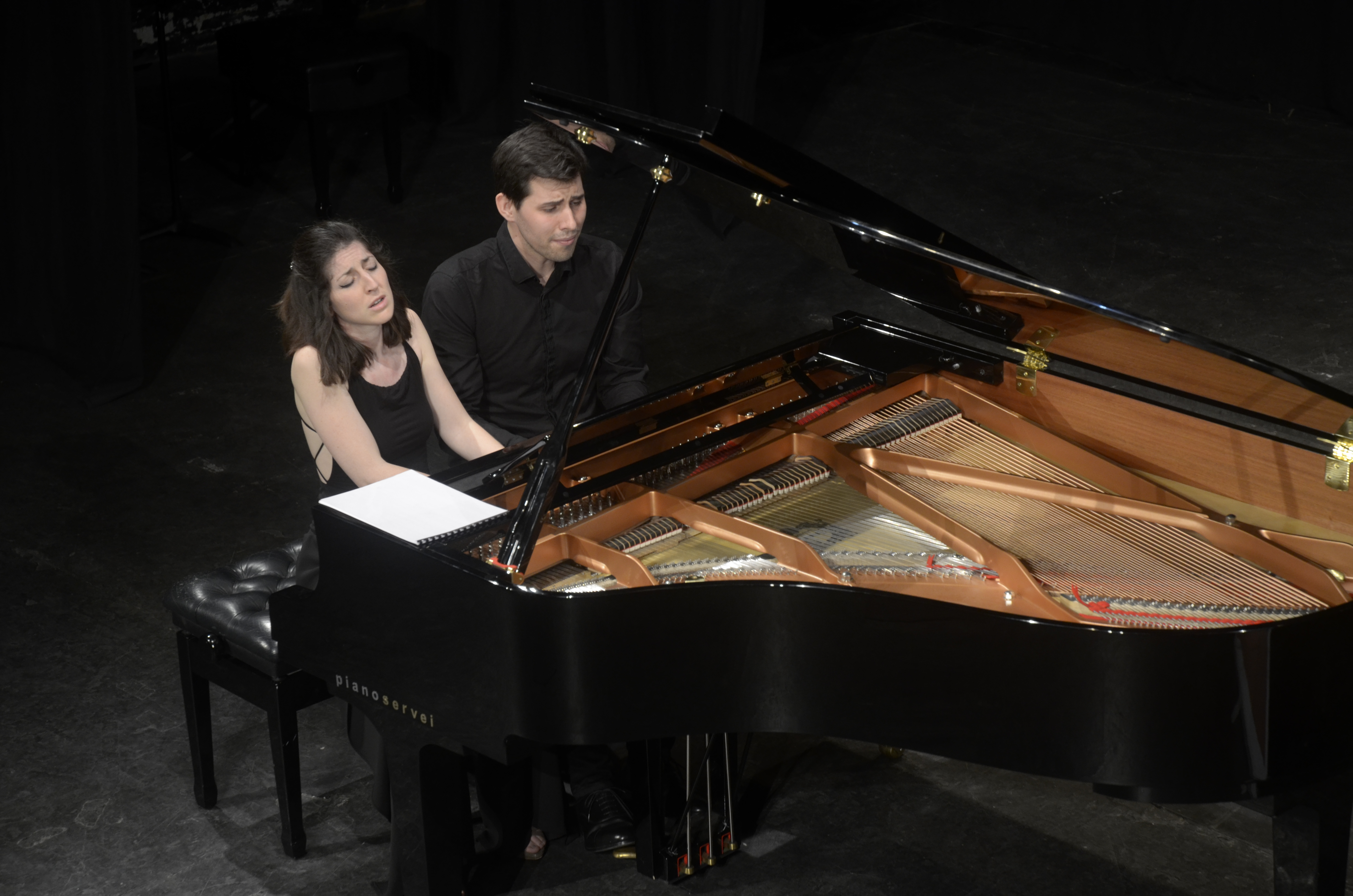
Duo Antón Dolgov i Maite León (2019)

- 2019 Duo Antón Dolgov i Maite León (cambra); Lalit Worathepnitinam (cant)[23]
- 2020 i 2021 Es van suspendre a causa de l'epidèmia de COVID[24]
- 2022 Delia Quartet (Estel Vivó, Nabil Sarrate, Aaron Lara, Clara Munté) i Cuarteto Iberia (Marta Peño, Luís Agustín Rodríguez, Aurora Rus, Arnold Rodríguez) ex-aequo (cambra); Montserrat Seró (cant)[24]
- 2023 (XVII Premi) Mezzo Quartet (Gisela Dekort, Nabil Sarrate, Sofia Craveiro, Pol Cabrera) (cambra); Guillem Batllori Pagès (cant)[25]